# An-Nūr
An-Nūr ist die 24. Koransure (arabisch النّور ‚Das Licht‘). Sie umfasst 64 Verse, darunter den Lichtvers (Vers 35). Überliefert wurde sie in Mekka. Nach chronologischer Zählung ist sie die 105. von 114 Koransuren und wird der Zeit von Medina zugeordnet.

## Inhalt
Vers 2 befasst sich mit unerlaubtem Geschlechtsverkehr (Zinā). Es wird dort geregelt, dass dieser mit Auspeitschung zu bestrafen sei.
Breiten Raum in der arabischen Überlieferung über Aischa bint Abi Bakr nimmt der sogenannte „Verleumdungsbericht“ (Chabar al-ifk oder Hadīth al-ifk) ein. Demnach wurde Aischa der Unzucht beschuldigt, jedoch durch eine Offenbarung (Vers 11–20) entlastet.
Vers 31 bildet die koranische Grundlage im Islam für das Kopftuchgebot für Frauen. Wörtlich heißt die Stelle: „Sie [die Frauen] sollen ihre chumur (sing. chimar / خمار / ḫimār) über ihre Taschen schlagen“, wobei die eigentliche Bedeutung der chumur unklar ist, aber traditionell, etwa im Korankommentar des islamischen Historikers und Gelehrten Tabari (um 900 n. Chr.), als Kopftuch verstanden wird. Der deutsche Philologe und Islamwissenschaftler Paret (1901–1983) übersetzt mit „sie sollen ihren Schal sich über den (vom Halsausschnitt nach vorne heruntergehenden) Schlitz (des Kleides) ziehen“. Der Vers zählt des Weiteren alle Ausnahmen auf, für die das Verhüllungsgebot nicht gilt, da diese Personen zum Kreis derer gehören, mit denen Heirat verboten ist (Mahram). Es ist ebenfalls von solchen Personen die Rede, die – wie zum Beispiel Kinder – die ʿAurāt der Frauen nicht beachten. Diese drei Stellen im Koran lassen aber nicht klar erkennen, was konkret unter ʿAurāt fällt. Siehe auch Kopftuchstreit.
In Vers 33 werden die Gläubigen aufgefordert, ihren Sklaven, die einen Freibrief (kitāb) begehren, einen solchen auszustellen, ihre Sklavinnen aber nicht als Prostituierte arbeiten zu lassen. Siehe auch Sklaverei im Islam.
Zu Vers 35 siehe Lichtvers.
Vers 47–56 legt fest, Mohammed in Streitfällen unter den Muslimen als Rechtsinstanz zu konsultieren.
Es soll nach Vers 58, wer noch nicht die Pubertät erreicht habe, zu drei Zeiten (vor dem Frühgebet, zur Zeit der Kleiderablage zu Mittag und nach dem Abendgebet), an welchen ʿaurāt zu sehen sein können, vor dem Eintreten um Erlaubnis fragen.
Wer jedoch nach Vers 59 die Geschlechtsreife erreicht hat, muss immer vor dem Eintreten um Erlaubnis fragen.